# 田河町
田河町（たがわまち）は、長崎県壱岐郡にあった町。1955年（昭和30年）に西隣の那賀村と合併し、芦辺町となった。
現在の壱岐市芦辺町の南東部にあたる。

## 地理
壱岐島の東部に位置する。
- 山：高尾山
- 島嶼：青島、赤島、名島、小島
- 半島：八幡半島
- 河川：河内川（幡鉾川）、津合橋川、庄屋川、椎ノ木川
- 港湾：芦辺漁港

## 沿革
平安時代中期に編纂された『和名類聚抄』によれば、壱岐島壱岐郡七郷の1つとして当町域の一帯を「田河郷」と称したとされる。1889年に深江村と諸吉村が合併し地方公共団体として発足した際に採用された「田河」の名称は、上記の郷名より名付けられた。
- 1889年（明治22年）4月1日 - 町村制施行により、深江村・諸吉村が合併し壱岐郡田河村が発足。
- 1947年（昭和22年）11月3日 - 田河村が町制施行、田河町となる。
- 1955年（昭和30年）4月1日 - 那賀村と合併して芦辺町が発足し、田河町は自治体として消滅。

## 地名
田河町では大字（深江・諸吉）を冠称した触・浦を行政区域とする。
大字深江
- 栄触[5]
- 鶴亀触（つるき）[6]
- 東触[7]
- 平触（ひら）[8]
- 本村触[9]
- 南触[10]

大字諸吉
- 芦辺浦
- 大石触[11]
- 仲触[12]
- 東触[13]
- 二亦触（ふたまた）[14]
- 本村触[15]
- 南触[16]

## 名所・旧跡
- 原の辻遺跡
- 大塚山古墳
- 長者原化石層[17]
- 安国寺